# Tiocijanat
Tiocijanat ili rodanid je anjon []−. On je konjugovana baza tiocijanske kiseline. Primeri jedinjenja sa ovom grupom su bezbojne soli kalijum tiocijanat i natrijum tiocijanat. Živa(II) tiocijanat je nekad korištena u pirotehničkim smesama. Organska jedinjenja koja sadrže ovu funkcionalnu grupu se takođe nazivaju tiocijanatima.
Tiocijanat je analogan cijanatnom jonu, []−, kiseonik je zamenjen sumporom. []− je jedan od pseudohalida, u smislu sličnosti njegovih reakcija sa halidnim jonima. Tiocijanat se formira reakcijom elementarnog sumpora ili tiosulfata sa cijanidom:
Drugu reakciju katalizuje enzim sulfotransferaza, poznat kao rodanaza. Ta reakcija je relevantna za detoksifikaciju cijanida u telu.

## Struktura, vezivanje i koordinaciona hemija
Tiocijanat približno jednako deli svoje negativno naelektrisanje između sumpora i azota. Konsekventno, tiocijanat može da deluje kao nukleofil na bilo sumporu ili azotu. []− takođe može da premoštava (M−SCN−M) ili čak tri metala (>SCN− ili −SCN<). Eksperimentalna evidencija dovodi do opštog zaključka da klasa A metala teži da formira N-vezane tiocijanatne komplekse, dok metali klase B formiraju S-vezane tiocijanatne komplekse. Drugi faktori, npr. kinetika i rastvorljivost, ponekad imaju uticaja, te dolazi do izomerizma veza, na primer  i .

## Organski tiocijanati
Tiocijanatni derivati organiskih jedinjenja i prelaznih metala mogu da postoje kao izomeri veza. U tiocijanatima, organska grupa (ili metalni jon) je vezan za sumpor: R−S−C≡N ima S-C jednostruku vezu i C-N trostruku vezu. U izotiocijanatima, supstituent je vezan za azot: R−N=C=S ima S-C dvostruku vezu i C-N dvostruku vezu:
Organski tiocijanati se mogu hidrolizovati do tiokarbamata.